# Laurel und Hardy: In der Fremdenlegion
In der Fremdenlegion (Originaltitel: The Flying Deuces) ist ein US-amerikanischer Spielfilm von Laurel und Hardy aus dem Jahre 1939. Der Film hatte seine Premiere am 3. November 1939, während die deutsche Premiere am 30. Januar 1951 bzw. die österreichische Premiere am 10. August 1951 war. Zu jener Premiere wurde er in beiden Fällen unter dem Titel „Dick und Doof in der Fremdenlegion“ veröffentlicht, spätere Veröffentlichungen erhielten als Titel u. a. „Aus Liebeskummer in der Fremdenlegion“ oder „Die beiden Fremdenlegionäre“ in Österreich und „Fliegende Teufel“ bzw. „Fliegende Teufelsbrüder“ in Deutschland.

## Handlung
Stan und Ollie sind auf Urlaub in Paris. Ollie verliebt sich in Georgette, die hübsche Tochter des Hoteliers. Als er ihr einen Heiratsantrag macht, erfährt er von ihrer Vermählung mit dem Offizier Francois. Aus Enttäuschung und Frust will sich Ollie in der Seine ertränken. Dabei sieht er es als Stans Freundespflicht an, sich mit ihm zu ertränken. Kurz bevor Ollie seinen Suizid durchführen kann, fragt ihn Stan, als was er im nächsten Leben wieder geboren werden möchte. Ollie meint, er würde gerne ein Pferd sein, und will nun endlich zur Tat schreiten. Da erscheint ein Offizier – Georgettes Verlobter Francois, was Ollie allerdings nicht weiß – und schlägt Ollie vor, sich der Fremdenlegion anzuschließen, damit er seinen Kummer vergessen kann.
Die beiden befolgen den Rat, kommen jedoch nicht mit dem harten Leben beim Militär zurecht. Sie werden schon am ersten Tag zum Wäschedienst verdonnert, wobei sie im Verlaufe der Arbeit den gesamten Wäscheberg versehentlich anzünden. Frustriert wollen sie aus der Legion austreten und hinterlassen dem Kommandanten der Legion einen „Abschiedsbrief“, in dem sie ihn beschimpfen. Sie werden als Deserteure zur Todesstrafe durch Erschießen verurteilt. Durch einen unbekannten Helfer gelingt es ihnen, durch einen unterirdischen Tunnel ins Freie zu gelangen. Von da an beginnt eine Verfolgungsjagd, die Stan und Ollie in ein Flugzeug lockt, womit sie bis vor ihrem Absturz zahlreiche atemberaubende Stunts vollbringen. Stan überlebt den Absturz, Ollie fliegt jedoch als Engel davon. Auf einem einsamen Spaziergang durch die Gegend entdeckt Stan ein Pferd, das sowohl die gleiche Stimme, den gleichen Bart und den gleichen Hut wie Ollie hat. Daraufhin sagt Ollie: „Das ist ja wieder eine schöne Suppe, die du mir da eingebrockt hast!“

## Hintergründe
Für diesen Film lieh der Laurel-&-Hardy-Produzent Hal Roach die beiden dem unabhängigen Produzenten Boris Morros aus. Die Dreharbeiten begannen im Juli 1939 und dauerten bis zum Ende des Sommers. Mit A. Edward Sutherland hatte der Film einen vielbeschäftigten Komödienregisseur. Sutherland soll allerdings nicht sehr gut mit Stan Laurel klargekommen sein. Der Film war nicht die erste Militärkomödie, in der Laurel und Hardy mitwirkten: Ihr Kurzfilm In der Wüste (Beau Hunks) aus dem Jahre 1931 weist eine sehr ähnliche Handlung auf, sodass The Flying Deuces als ein Remake dieses Filmes gilt. Charles Middleton hatte in der vorherigen Version bereits die Rolle des Kommandanten bekleidet.

## Synchronisation
- Die erste deutsche Fassung entstand in den 1950er Jahren bei Mars-Film unter dem Titel Dick und Doof in der Fremdenlegion. Walter Bluhm war Stans deutsche Stimme und Arno Paulsen Ollies. Erik Ode schrieb das Dialogbuch und führte auch Regie. Charles Middleton wurde von Bruno Fritz synchronisiert und James Finlayson von Franz-Otto Krüger. Georgette wurde von Bettina Schön gesprochen.[2]
- 1975 entstand bei Beta Technik eine zweite Synchronfassung, die in der Reihe Lachen Sie mit Stan und Ollie unter dem Titel Fliegende Teufelsbrüder ausgestrahlt wurde. Theo Lingen sprach eine kurze Einführung, Buch und Dialogregie übernahm Wolfgang Schick und die Musik wurde von Fred Strittmatter und Quirin Amper Jr. zusammengestellt. Walter Bluhm sprach wieder Laurel und Michael Habeck übernahm die Sprechrolle von Ollie. Georgette wurde von Viktoria Brams gesprochen.[3] Außerdem waren Reinhard Glemnitz (Reginald Gardener), Christian Marschall (Charles Middleton), Werner Abrolat (Clem Wilenchick), Wolfgang Hess (Jean de Val), Norbert Gastell (Rychard Cramer) und Leo Bardischewski (James Finlayson) zu hören.[2]